# Enceinte de Montreuil-Bellay
L'enceinte de Montreuil-Bellay est une ancienne fortification d'agglomération située à Montreuil-Bellay, en France.

## Localisation
Les fortifications sont situées dans le département français de Maine-et-Loire, sur la commune de Montreuil-Bellay.

## Historique
Les premières fortifications de l'agglomération remontent vraisemblablement au XIe siècle. Reconstruction au XVe siècle et suivants.

## Protection
La porte de ville dite Porte Saint-Jean est classée au titre des monuments historiques en 1889. D'autres parties de l'ancienne enceinte sont classées en 1996.

## Description
Cinq anciennes portes de la ville sont actuellement visibles :  la porte Saint-Jean qui arbore un appareil en bossage reproduisant la forme de boulets de pierre, la porte du Moulin, la porte Nouvelle, la porte du Gué et la porte du Boëlle.